# Puchar CEV w piłce siatkowej mężczyzn
Puchar CEV mężczyzn (ang. CEV Cup Men) – międzynarodowe, klubowe rozgrywki siatkarskie, utworzone z inicjatywy Europejskiej Konfederacji Piłki Siatkowej (CEV) w 1972 roku, przeznaczone dla męskich drużyn klubowych zajmujących czołowe miejsca w europejskich ligach krajowych, które nie zostały zakwalifikowane do Ligi Mistrzów.

## Nazwy
- 1972–2000 – Pucharu Europy Zdobywców Pucharów (ang. CEV Cup Winner's Cup)
- 2000–2007 – Puchar Top Teams (ang. CEV Top Teams Cup)
- od 2007 – Puchar CEV (ang. CEV Cup)

## Historia
W 1979 władze Europejskiej Konfederacji Piłki Siatkowej podjęły decyzję o utworzeniu trzecich pod względem ważności rozgrywek, prowadzonych w ramach europejskich pucharów (po Pucharze Europy Mistrzów Krajowych i Pucharze Europy Zdobywców Pucharów), którym – od nazwy tejże organizacji – nadano szyld Pucharu CEV, czyli Pucharu Europejskiej Konfederacji Piłki Siatkowej (po polsku zwanym w skrócie również Pucharem Konfederacji). Zmagania te są więc od samego początku odpowiednikiem piłkarskiego Pucharu UEFA. Pomysłodawcom przyświecał cel, by możliwie jak największa liczba zespołów europejskich miała możliwość przystąpienia do międzynarodowych rozgrywek klubowych, więc pierwotnie brały w nich udział drużyny, plasujące się na podium ligowych zmagań o mistrzostwo danego państwa. Z uwagi na fakt, że w ówczesnym Pucharze Europy Mistrzów Krajowych każda federacja mogła wystawić wyłącznie 1 przedstawiciela (mistrza kraju), dwaj pozostali medaliści nie mieli możliwości rywalizowania na forum międzynarodowym (chyba że któryś z nich wywalczył Puchar kraju i przystępował do zmagań o Puchar Europy Zdobywców Pucharów).
Pierwszą edycję rozgrywek – zarówno wśród kobiet, jak i mężczyzn – przeprowadzono w sezonie 1980/1981 i od tego czasu regularnie (co sezon) toczone są one do czasów obecnych. W latach 90. do rywalizacji dopuszczono więcej, niż jednego przedstawiciela danego państwa, ale przywilej ten pierwotnie dotyczył wyłącznie najsilniejszych lig krajowych. Do rozgrywek danego sezonu przystępowały 52 drużyny, które w I fazie dzielono poprzez losowanie na 12 czterozespołowych grup. W tym samym terminie każda z grup rozgrywała niezależny od siebie trzydniowy turniej (od piątku do niedzieli), a jego gospodarzem zostawał jeden z uczestniczących klubów. Podczas każdego z 12 turniejów rundy grupowej poszczególne ekipy grały systemem "każdy z każdym" po jednym spotkaniu. 12 zwycięzców turniejów kwalifikowało się do 1/8 finału, a w tej fazie dołączały do nich 4 rozstawione drużyny – teoretycznie najsilniejsze (decyzję o rozstawieniu podejmowała przed rozpoczęciem rozgrywek CEV). Od tego momentu – przez dwie kolejne rundy (1/8 finału i ćwierćfinały) – rywalizacja toczyła się systemem pucharowym, tj. w formie dwumeczu (spotkanie "u siebie" i "na wyjeździe"), po którym lepszy kwalifikował się do następnej tury. O awansie dalej decydował bilans dwumeczu, tj. liczba zwycięstw, a w przypadku remisu (1 zwycięstwo i 1 porażka) – stosunek setów ewentualnie "małych punktów" (przy czym sety i małe punkty ugrane na wyjeździe liczyły się podwójnie). Czwórka triumfatorów dwumeczów ćwierćfinałowych uzyskiwała promocję do turnieju Final Four, odbywającego się w hali jednego z uczestników. Przed jej rozpoczęciem metodą losowania wyłaniane były obydwie pary półfinałowe, które rozgrywały ze sobą po jednym spotkaniu, zaś ich zwycięzcy awansowali do pojedynku finałowego. Jego triumfator zostawał zwycięzcą danej edycji Pucharu CEV.
Pod koniec 2006 CEV postanowiła zreformować – począwszy od sezonu 2007/2008 – wszystkie siatkarskie rozgrywki pucharowe, zarówno kobiet, jak i mężczyzn. Podjęto wówczas decyzję o likwidacji Pucharu Top Teams, zaś jego miejsce w hierarchii europucharów zajął "odnowiony" Puchar CEV, stając się tym samym drugimi pod względem prestiżu klubowymi rozgrywkami "starego kontynentu" (po Lidze Mistrzów). W miejsce "starego" Pucharu CEV powołano natomiast Puchar Challenge. Idea zmian miała wprost nawiązywać do reformy europejskich pucharów w męskiej piłce nożnej z przełomu tysiącleci – tak więc nowy Puchar CEV po raz kolejny stał się odpowiednikiem odnowionego Pucharu UEFA. W celu usystematyzowania zasad kwalifikacji do zreformowanych europejskich pucharów 16 maja 2007 CEV ogłosiła swój autorski ranking, na podstawie którego poszczególnym federacjom przyznano konkretną liczbę miejsc do obsadzenia w poszczególnych rozgrywkach. Zasadniczej zmianie uległ również system rozgrywek (z grupowo-pucharowego na typowo pucharowy).
W 2010 roku ponownie zreformowano rozgrywki Pucharu CEV i Pucharu Challenge. Zrezygnowano wtedy z organizowania turniejów Final Four dla najlepszej czwórki turniejów, które odbywały się u jednego z nich. Zamiast tego zarówno półfinały jak i mecz finałowy są rozgrywane zgodnie z obowiązującą w poprzednich rundach formule dwumeczu. Zrezygnowano wtedy również z rozgrywania meczu o 3. miejsce.
Sezon 2015/2016 był ostatnim, w którym po ćwierćfinałach rozgrywano Rundę Challenge, w której do zwycięzców ćwierćfinałów dołączały cztery zespoły z Ligi Mistrzów, którym nie udało się zakwalifikować do rundy play-off. Zamiast tego zespoły, które odpadły na etapie kwalifikacji do Ligi Mistrzów, dołączają do rywalizacji w Pucharze CEV wcześniej, bo na etapie 1/32 i/lub 1/16 finału. Jednocześnie po raz ostatni przegrani z 1/16 finału zostali relegowani do Pucharu Challenge.

## System rozgrywek
W danej edycji Pucharu CEV udział biorą co najmniej 32 europejskie męskie kluby siatkarskie zestawione poprzez losowanie w pary w każdej rundzie. Większość drużyn rozpoczyna rozgrywki od 1/16 finału, niektóre niżej notowane od 1/32 finału. Na etapie 1/32 lub 1/16 finału (lub obu, w zależności od edycji) dołączają drużyny, które odpadły w kwalifikacjach do Ligi Mistrzów. Rywalizacja w każdej parze toczy się systemem pucharowym, tj. w formie dwumeczu (spotkanie "u siebie" i "na wyjeździe"), po którym lepszy kwalifikuje się do kolejnej rundy. O awansie decyduje liczba zwycięstw jednego z zespołów (2 wygrane = przejście do kolejnej fazy zmagań). Natomiast w przypadku remisu (1 zwycięstwo i 1 porażka), w drugim ze spotkań zostaje rozegrany tzw. złoty set (do 15 punktów), a jego triumfator przechodzi na następnej rundy.
Kolejne tury Pucharu CEV (1/8 finału, ćwierćfinały, półfinały i finał) toczone są na identycznych zasadach. Przegrani każdej pary definitywnie kończą zmagania w europucharach danego sezonu. Triumfator dwumeczu finałowego zostaje zwycięzcą danej edycji Pucharu CEV.

## Triumfatorzy
| Sezon                     | Miejsce finału                                               | 1. miejsce                                                   | 2. miejsce                                                   | 3. miejsce                                                   | 4. miejsce                                                   |
| Puchar Zdobywców Pucharów | Puchar Zdobywców Pucharów                                    | Puchar Zdobywców Pucharów                                    | Puchar Zdobywców Pucharów                                    | Puchar Zdobywców Pucharów                                    | Puchar Zdobywców Pucharów                                    |
| ------------------------- | ------------------------------------------------------------ | ------------------------------------------------------------ | ------------------------------------------------------------ | ------------------------------------------------------------ | ------------------------------------------------------------ |
| 1972/1973                 | Ateny                                                        | Zwiezda Woroszyłowgrad                                       | Csepel SC                                                    | Lewski-Spartak Sofia                                         | Ruini Florencja                                              |
| 1973/1974                 | Bruksela                                                     | Radiotechnik Ryga                                            | Zwiezda Woroszyłowgrad                                       | Resovia                                                      | Lubiam Bologna                                               |
| 1974/1975                 | Ankara                                                       | Radiotechnik Ryga                                            | Lewski-Spartak Sofia                                         | Aero Odolena Voda                                            | Újpesti Dózsa SC                                             |
| 1975/1976                 | Bratysława                                                   | CSKA Sofia                                                   | Červená hviezda Bratysława                                   | Klippan Turyn                                                | Bouwlust Orawi                                               |
| 1976/1977                 | Bruksela                                                     | Radiotechnik Ryga                                            | Steaua Bukareszt                                             | Aero Odolena Voda                                            | Budapesti Honvéd SE                                          |
| 1977/1978                 | Assen                                                        | Rudá hvězda Praha                                            | AZS Olsztyn                                                  | Paoletti Katania                                             | Eczacıbaşı                                                   |
| 1978/1979                 | Roeselare                                                    | Dinamo Bukareszt                                             | Lewski-Spartak Sofia                                         | Rudá hvězda Praha                                            | Gemenservice/VVC Vught                                       |
| 1979/1980                 | Ateny                                                        | Panini Modena                                                | Panathinaikos AO                                             | Aero Odolena Voda                                            | Vinylex                                                      |
| 1980/1981                 | Arlon                                                        | Červená hviezda Bratysława                                   | Steaua Bukareszt                                             | CSKA Sofia                                                   | Awtomobilist Leningrad                                       |
| 1981/1982                 | Bruksela                                                     | Awtomobilist Leningrad                                       | Lewski-Spartak Sofia                                         | Steaua Bukareszt                                             | AS Grenoble                                                  |
| 1982/1983                 | Schaan                                                       | Awtomobilist Leningrad                                       | Kappa Turyn                                                  | Vojvodina Nowy Sad                                           | Güney Sanayi                                                 |
| 1983/1984                 | Innsbruck                                                    | Kappa Turyn                                                  | Son Amar Palma                                               | Asnières Sports                                              | Brother Martinus Amstelveen                                  |
| 1984/1985                 | Saint-Nazaire                                                | Dinamo Moskwa                                                | Lewski-Spartak Sofia                                         | Steaua Bukareszt                                             | Hamburger SV                                                 |
| 1985/1986                 | Ateny                                                        | Panini Modena                                                | Steaua Bukareszt                                             | CSKA Sofia                                                   | Dinamo Moskwa                                                |
| 1986/1987                 | Bazylea                                                      | Tartarini Bologna                                            | Lewski-Spartak Sofia                                         | OK Bosna Sarajewo                                            | Resovia                                                      |
| 1987/1988                 | Bolonia                                                      | Maxicono Parma                                               | Camst Bologna                                                | Lewski-Spartak Sofia                                         | Rudá hvězda Praha                                            |
| 1988/1989                 | Varkaus                                                      | Maxicono Parma                                               | Lewski-Spartak Sofia                                         | Panathinaikos AO                                             | Camst Bologna                                                |
| 1989/1990                 | Parma                                                        | Maxicono Parma                                               | Sisley Treviso                                               | Dinamo Moskwa                                                | Hamburger SV                                                 |
| 1990/1991                 | Palma de Mallorca                                            | Gabeca Montichiari                                           | Awtomobilist Leningrad                                       | AS Fréjus                                                    | Knack Roeselare                                              |
| 1991/1992                 | Moers                                                        | Gabeca Montichiari                                           | Mediolanum Milano                                            | Moerser SC                                                   | Desimpel Torhout                                             |
| 1992/1993                 | Werona                                                       | Misura Milano                                                | AS Cannes                                                    | Gabeca Montichiari                                           | AS Aris                                                      |
| 1993/1994                 | Genewa                                                       | Sisley Treviso                                               | Milan                                                        | AS Cannes                                                    | AO Orestiada                                                 |
| 1994/1995                 | Genewa                                                       | Daytona Las Modena                                           | Grupo Duero Soria                                            | Knack Roeselare                                              | AS Aris                                                      |
| 1995/1996                 | Ateny                                                        | Olympiakos SFP                                               | Bayer Wuppertal                                              | Alcom Capelle                                                | Unicaja Almería                                              |
| 1996/1997                 | Saloniki                                                     | Alpitour Traco Cuneo                                         | Olympiakos SFP                                               | Biełogorje-Dinamo Biełgorod                                  | SCC Berlin                                                   |
| 1997/1998                 | Cuneo                                                        | Alpitour Traco Cuneo                                         | Olympiakos SFP                                               | Castêlo da Maia GC                                           | CV Guaguas Las Palmas                                        |
| 1998/1999                 | Stambuł                                                      | AS Cannes                                                    | TNT Alpitour Cuneo                                           | UEM-Izumrud Jekaterynburg                                    | Arçelik                                                      |
| 1999/2000                 | Ateny                                                        | Paris Volley                                                 | TNT Alpitour Cuneo                                           | AEK                                                          | Galatasaray                                                  |
| Puchar Top Teams          |                                                              |                                                              |                                                              |                                                              |                                                              |
| 2000/2001                 | Ereğli                                                       | SC Espinho                                                   | UEM-Izumrud Jekaterynburg                                    | Unicaja Almería                                              | Erdemirspor                                                  |
| 2001/2002                 | Częstochowa                                                  | Knack Roeselare                                              | SC Espinho                                                   | Galaxia Starter AZS Bank Częstochowa                         | Łokomotyw Charków                                            |
| 2002/2003                 | Apeldoorn                                                    | Piet Zoomers/D Apeldoorn                                     | Łokomotyw Charków                                            | VC Omniworld                                                 | Azot Czerkasy                                                |
| 2003/2004                 | Innsbruck                                                    | Łokomotyw Charków                                            | Deltacons Tulcza                                             | VT Tiroler Wasserkraft                                       | Castêlo da Maia GC                                           |
| 2004/2005                 | Pireus                                                       | Olympiakos SFP                                               | ORTEC Rotterdam.Nesselande                                   | VK Dukla Liberec                                             | VC Omniworld                                                 |
| 2005/2006                 | Palma de Mallorca                                            | Copra Piacenza                                               | Son Amar Palma                                               | Panathinaikos AO                                             | Vojvodina Novolin Nowy Sad                                   |
| 2006/2007                 | Modena                                                       | Autocommerce Bled                                            | Cimone Modena                                                | Iskra Odincowo                                               | Rabotniczki Fersped Skopje                                   |
| Puchar CEV                |                                                              |                                                              |                                                              |                                                              |                                                              |
| 2007/2008                 | Rzym                                                         | M. Roma Volley                                               | Noliko Maaseik                                               | Budvanska Rivijera Budva                                     | Fakieł Nowy Urengoj                                          |
| 2008/2009                 | Ateny                                                        | Lokomotiw-Biełogorje Biełgorod                               | Panathinaikos AO                                             | Bre Banca Lannutti Cuneo                                     | Unicaja Almería                                              |
| 2009/2010                 | Maaseik                                                      | Bre Banca Lannutti Cuneo                                     | Iskra Odincowo                                               | Noliko Maaseik                                               | CoprAtlantide Piacenza                                       |
| 2010/2011                 | Treviso Kędzierzyn-Koźle                                     | Sisley Treviso                                               | ZAKSA Kędzierzyn-Koźle                                       | Asseco Resovia Rzeszów CSKA Sofia                            |                                                              |
| 2011/2012                 | Rzeszów Moskwa                                               | Dinamo Moskwa                                                | Asseco Resovia Rzeszów                                       | ACH Volley Lublana Acqua Paradiso Monza Brianza              |                                                              |
| 2012/2013                 | Ankara Latina                                                | Halkbank                                                     | Andreoli Latina                                              | Łokomotyw Charków Maliye Milli Piyango                       |                                                              |
| 2013/2014                 | Paryż Niżny Nowogród                                         | Paris Volley                                                 | Gubiernija Niżny Nowogród                                    | Tomis Konstanca PGE Skra Bełchatów                           |                                                              |
| 2014/2015                 | Trydent Moskwa                                               | Dinamo Moskwa                                                | Diatec Trentino                                              | ZAKSA Kędzierzyn-Koźle VC Euphony Asse-Lennik                |                                                              |
| 2015/2016                 | Berlin Surgut                                                | Berlin Recycling Volleys                                     | Gazprom-Jugra Surgut                                         | Dinamo Moskwa Knack Roeselare                                |                                                              |
| 2016/2017                 | Tours Trydent                                                | Tours VB                                                     | Diatec Trentino                                              | Fenerbahçe United Volleys Rhein-Main                         |                                                              |
| 2017/2018                 | Biełgorod Ankara                                             | Biełogorje Biełgorod                                         | Ziraat Bankası                                               | Calzedonia Werona Asseco Resovia Rzeszów                     |                                                              |
| 2018/2019                 | Trydent Stambuł                                              | Itas Trentino                                                | Galatasaray                                                  | Kuzbass Kemerowo Olympiakos SFP                              |                                                              |
| 2019/2020                 | Ze względu na pandemię COVID-19 rozgrywki zostały przerwane. | Ze względu na pandemię COVID-19 rozgrywki zostały przerwane. | Ze względu na pandemię COVID-19 rozgrywki zostały przerwane. | Ze względu na pandemię COVID-19 rozgrywki zostały przerwane. | Ze względu na pandemię COVID-19 rozgrywki zostały przerwane. |
| 2020/2021                 | Moskwa Petersburg                                            | Dinamo Moskwa                                                | Zenit Petersburg                                             | Greenyard Maaseik Montpellier Castelnau UC                   |                                                              |
| 2021/2022                 | Monza Tours                                                  | Vero Volley Monza                                            | Tours VB                                                     | PGE Skra Bełchatów Zenit Kazań                               |                                                              |
| 2022/2023                 | Modena Roeselare                                             | Valsa Group Modena                                           | Knack Roeselare                                              | Bluenergy Daiko Volley Piacenza PGE Skra Bełchatów           |                                                              |
| 2023/2024                 | Lüneburg Rzeszów                                             | Asseco Resovia Rzeszów                                       | SVG Lüneburg                                                 | Fenerbahçe HDI Sigorta Arkas Spor Izmir                      |                                                              |
| 2024/2025                 | Rzeszów Ankara                                               | Ziraat Bank                                                  | Asseco Resovia Rzeszów                                       | Itas Trentino Tours VB                                       |                                                              |
| 2025/2026                 |                                                              |                                                              |                                                              |                                                              |                                                              |

## Bilans klubów

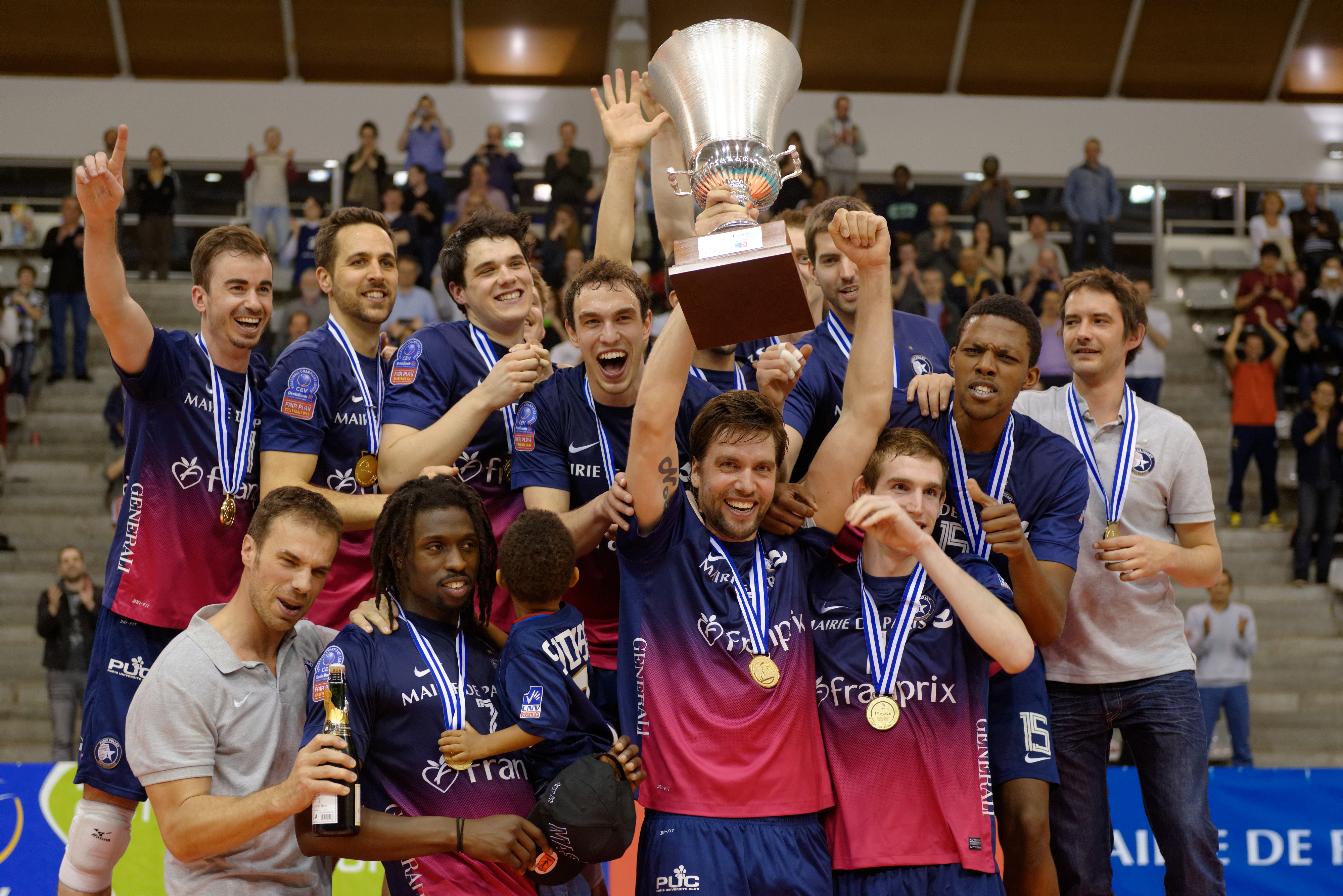
Paris Volley zwycięzcą Pucharu CEV w sezonie 2013/2014

| Klub                           | 1. miejsce | 2. miejsce | 3. miejsce | Lata zwycięstw         |
| ------------------------------ | ---------- | ---------- | ---------- | ---------------------- |
| Pallavolo Modena               | 4          | 1          | 0          | 1980, 1986, 1995, 2023 |
| Dinamo Moskwa                  | 4          | 0          | 1          | 1985, 2012, 2015, 2021 |
| Piemonte Volley                | 3          | 2          | 1          | 1997, 1998, 2010       |
| Pallavolo Parma                | 3          | 0          | 0          | 1988, 1989, 1990       |
| Radiotechnik Ryga              | 3          | 0          | 0          | 1974, 1975, 1977       |
| Olympiakos SFP                 | 2          | 2          | 0          | 1996, 2005             |
| Awtomobilist Leningrad         | 2          | 1          | 1          | 1982, 1983             |
| Sisley Treviso                 | 2          | 1          | 0          | 1994, 2011             |
| Gabeca Pallavolo Spa           | 2          | 0          | 1          | 1991, 1992             |
| Lokomotiw-Biełogorje Biełgorod | 2          | 0          | 1          | 2009, 2018             |
| Paris Volley                   | 2          | 0          | 0          | 2000, 2014             |
| Volley Gonzaga Milano          | 1          | 2          | 0          | 1993                   |
| Itas Trentino                  | 1          | 2          | 0          | 2019                   |
| Asseco Resovia Rzeszów         | 1          | 2          | 1          | 2024                   |
| AS Cannes                      | 1          | 1          | 1          | 1999                   |
| Pallavolo Turyn                | 1          | 1          | 1          | 1984                   |
| Červená hviezda Bratysława     | 1          | 1          | 0          | 1981                   |
| Łokomotyw Charków              | 1          | 1          | 0          | 2004                   |
| SC Espinho                     | 1          | 1          | 0          | 2001                   |
| Zinella Volley Bologna         | 1          | 1          | 0          | 1987                   |
| CSKA Sofia                     | 1          | 0          | 2          | 1976                   |
| ACH Volley Lublana             | 1          | 0          | 1          | 2007                   |
| Rudá hvězda Praha              | 1          | 0          | 1          | 1978                   |
| Volleyteam Roeselare           | 1          | 0          | 1          | 2002                   |
| Dinamo Bukareszt               | 1          | 0          | 0          | 1979                   |
| Dynamo Apeldoorn               | 1          | 0          | 0          | 2003                   |
| M. Roma Volley                 | 1          | 0          | 0          | 2008                   |
| Pallavolo Piacenza             | 1          | 0          | 0          | 2005                   |
| Ruini Florencja                | 1          | 0          | 0          | 1973                   |
| Halkbank Ankara                | 1          | 0          | 0          | 2013                   |
| Berlin Recycling Volleys       | 1          | 0          | 0          | 2016                   |
| Tours VB                       | 1          | 0          | 0          | 2017                   |
| Vero Volley Monza              | 1          | 0          | 0          | 2022                   |
| Ziraat Bankası Ankara          | 1          | 1          | 0          | 2025                   |

## Bilans państw
| Państwo        | 1. miejsce | 2. miejsce | 3. miejsce |
| -------------- | ---------- | ---------- | ---------- |
| Włochy         | 19         | 9          | 5          |
| ZSRR           | 6          | 2          | 2          |
| Rosja          | 4          | 4          | 3          |
| Francja        | 4          | 1          | 3          |
| Grecja         | 2          | 4          | 3          |
| Czechosłowacja | 2          | 1          | 4          |
| Bułgaria       | 1          | 6          | 3          |
| Rumunia        | 1          | 4          | 3          |
| Polska         | 1          | 3          | 4          |
| Belgia         | 1          | 1          | 2          |
| Holandia       | 1          | 1          | 2          |
| Portugalia     | 1          | 1          | 1          |
| Ukraina        | 1          | 1          | 0          |
| Słowenia       | 1          | 0          | 1          |
| Hiszpania      | 0          | 3          | 1          |
| Niemcy         | 1          | 1          | 1          |
| Węgry          | 0          | 1          | 0          |
| Turcja         | 0          | 1          | 0          |
| Jugosławia     | 0          | 0          | 2          |
| Austria        | 0          | 0          | 1          |
| Czarnogóra     | 0          | 0          | 1          |
| Czechy         | 0          | 0          | 1          |